# Il bacio (Klimt)
Il bacio (Der Kuss) è un dipinto a olio su tela (180×180 cm) di Gustav Klimt, realizzato nel 1907-08 e conservato nell'Österreichische Galerie Belvedere di Vienna al primo piano.

## Descrizione

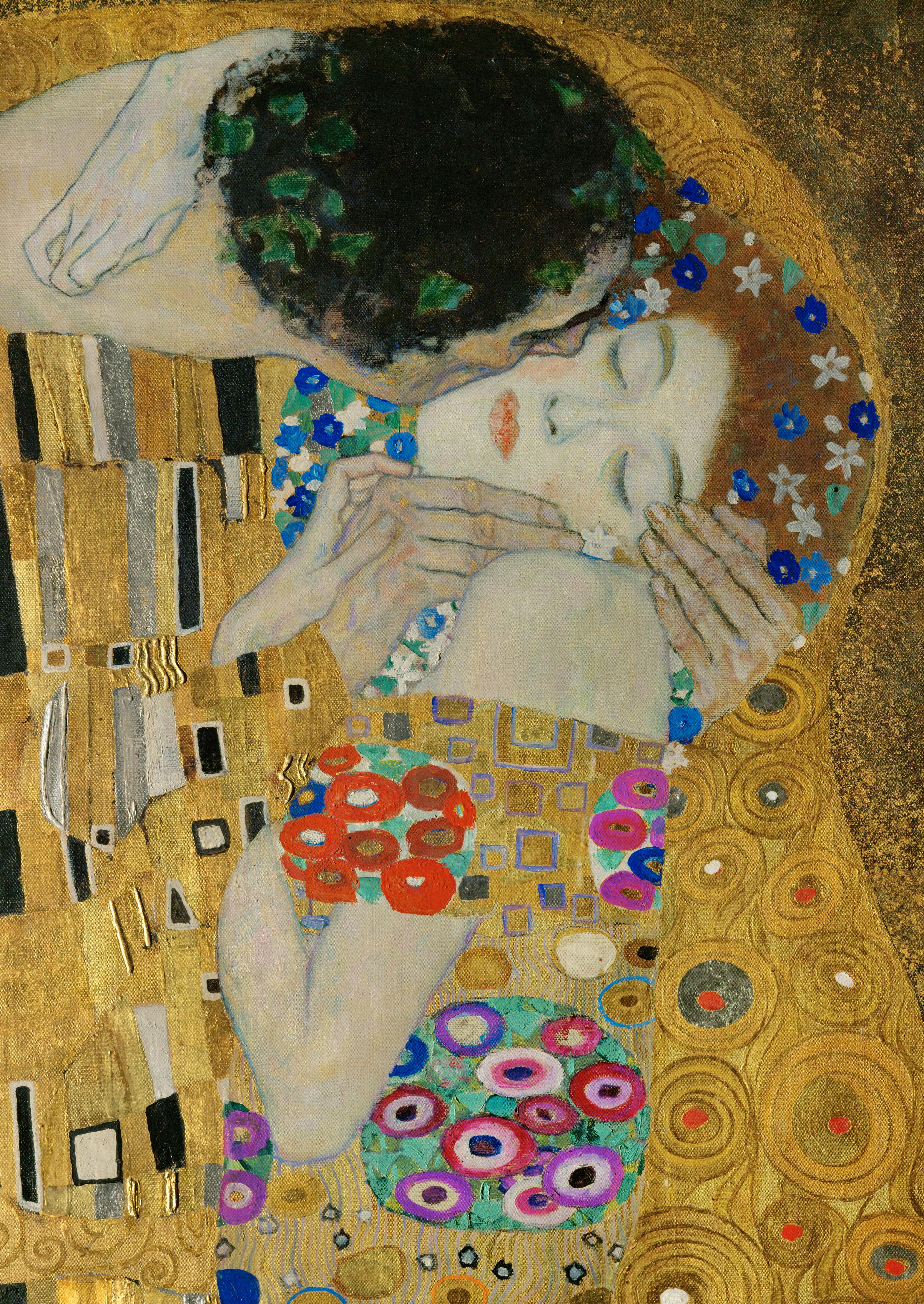
Particolare del dipinto

Al centro di un luogo etereo ed astratto due amanti si stringono e si abbandonano ad un bacio intenso; la fanciulla è pienamente abbandonata nell'amplesso, con gli occhi chiusi in una posizione estatica, mentre l'uomo - del quale si intravede solo il profilo - stringe la testa dell'amata con delicatezza, protendendosi verso di lei in segno protettivo e di affetto. I due giovani innamorati, avvolti entrambi in lunghe tuniche mosaicate che ne celano i corpi, sono inginocchiati su un piccolo rettangolo erboso che richiama l'iconografia dei medievali hortus conclusus: neanche la vivace policromia del prato fiorito, tuttavia, riesce a spezzare il loro idillio amoroso. Il tema dell'amore e delle umane passioni era già stato trattato numerose volte nella produzione klimtiana, dove ricorre frequentemente (specialmente in Amore, nel Fregio di Beethoven, e nell'Abbraccio del Fregio Stoclet); ciò malgrado, è solo in quest'opera che Klimt riesce a trasportare in pittura quel momento effimero in cui l'universo maschile e quello femminile riescono finalmente a compenetrarsi, in un attimo fuggente di sympatheia dell'amore.
L'obiettivo al quale tende Klimt è, dunque, quello di glorificare con il Bacio il trionfo della potenza vivificatrice dell'eros, in grado di trascendere le antitesi tra sesso maschile e sesso femminile. Nell'opera questi conflitti emergono nelle mani nodose e affusolate dell'uomo, in contrasto con la lucentezza della diafana pelle della fanciulla, ma specialmente nell'adozione di una particolarissima grammatica visiva: mentre le vesti dell'uomo sono costituite da elementi geometrici verticali e spigolosi, nelle tonalità del nero, del grigio e del bianco, la donna è rivestita di forme circolari e spiraliformi, dalle forme morbide e variopinte. Eppure, la netta separazione tra i due sessi viene superata con quella luminosa crisalide aurea che racchiude le due figure, in congiunzione con lo sfondo che riproduce, con un gioco di trasparenze ed affioramenti, le forme della coppia di amanti.

## Stile e tecnica

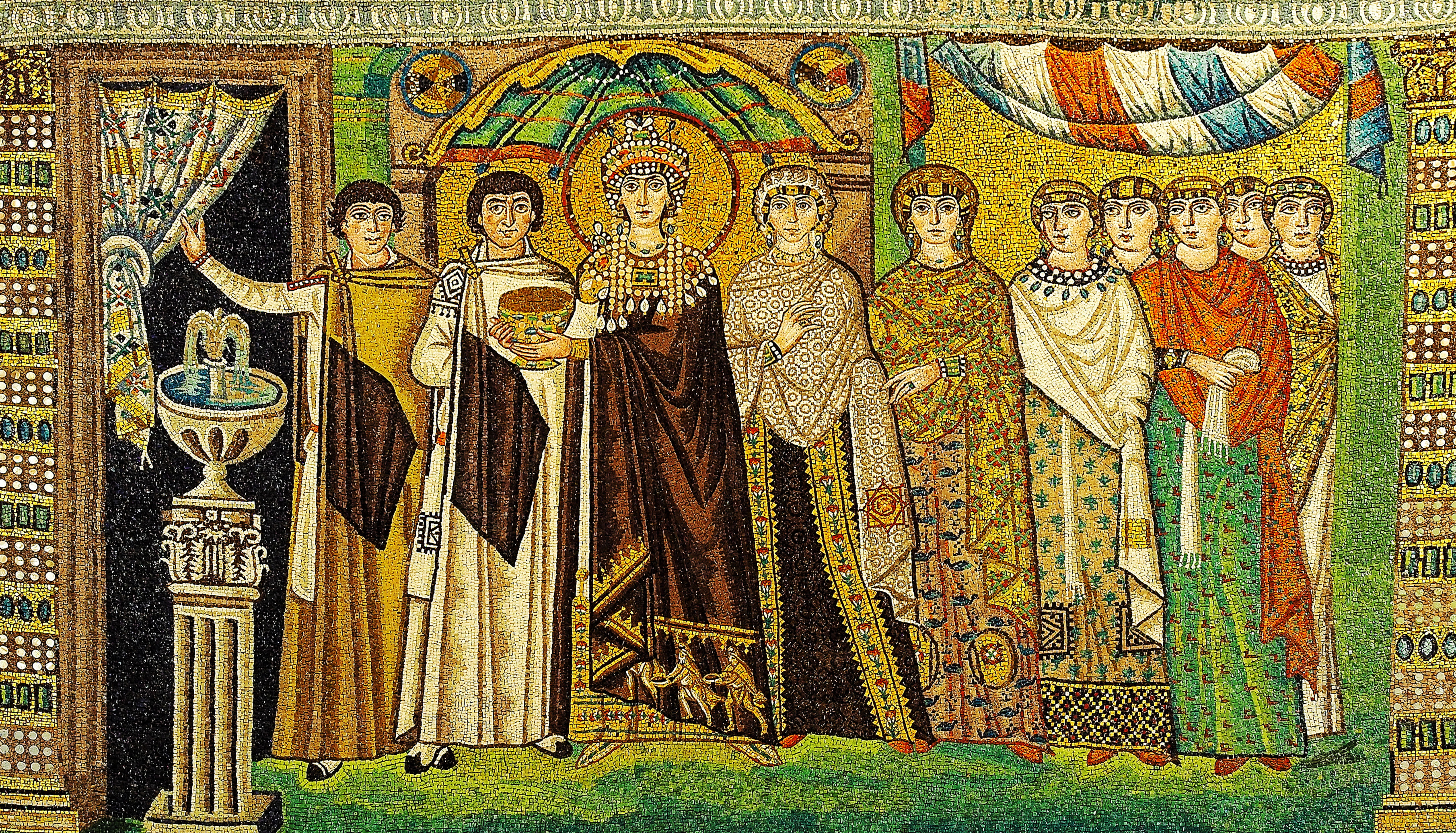
La lucentezza dell'arte ravennate ha lasciato un'impronta profonda sulla fantasia di Klimt

Il bacio, realizzato nel biennio 1907-08, ha un formato perfettamente quadrato, di 180x180 cm. In pieno accordo con i canoni del liberty e con lo spirito fin de siècle, l'opera presenta un intenso uso del colore oro, che si materializza nelle eleganti decorazioni applicate a foglia sulla tela; questa tecnica ricorda molto da vicino quella dei mosaici bizantini, che Klimt poté conoscere e apprezzare a Ravenna nel 1903.
Dal punto di vista stilistico, il quadro si inscrive felicemente nel «periodo aureo» della produzione klimtiana, così definito per l'intenso utilizzo del colore oro, il cui fulgore si riverbera su tutto lo sfondo della tela, eliminando l'effetto di profondità spaziale che, pertanto, si esaurisce in una piatta bidimensionalità. Per quanto riguarda la luce, questa non proviene da una fonte esterna bensì è emanata dalla stessa coppia; analogamente, le tinte sono altrettanto calde e luminose, fatta eccezione per le cromie verdi del prato che esaltano per contrasto il «caldo» amore dei due giovani.
L'eleganza dello stile e la sua aura mistico-erotica hanno reso Il bacio il manifesto dell'arte secessionista viennese ed il maggior esponente del gusto della Belle Époque.